# Acklington
Acklington är en ort och civil parish i Storbritannien.   Den ligger i grevskapet och kommunen Northumberland i riksdelen England, i den centrala delen av landet, 400 km norr om huvudstaden London. Acklington ligger 33 meter över havet och antalet invånare är 544.
Terrängen runt Acklington är platt. Havet är nära Acklington österut. Runt Acklington är det ganska tätbefolkat, med 78 invånare per kvadratkilometer. Närmaste större samhälle är Ashington, 15,4 km söder om Acklington. Trakten runt Acklington består i huvudsak av gräsmarker.